# دونالد سامپتر
دونالد سامپتر (انگلیسی: Donald Sumpter؛ زادهٔ ۱۳ فوریهٔ ۱۹۴۳) یک هنرپیشه اهل بریتانیا است. وی از سال ۱۹۶۶ میلادی تاکنون مشغول فعالیت بوده‌است.
از فیلم‌ها یا برنامه‌های تلویزیونی که وی در آن نقش داشته‌است می‌توان به عیسی ناصری، دختری با خالکوبی اژدها، باغبان وفادار، کی-۱۹: بیوه‌کن، معما، قول‌های شرقی، جاده شاهی، نفرین پلنگ صورتی، روزنکرانتز و گیلدنسترن مرده‌اند، لحظات دلگیر، دراکولا، در دل دریا و دختر دل‌شیفته اشاره کرد.
او همچنین در قسمت اول مینی‌سریال  چرنوبیل نقش یک عضو باتجربه کمیتهٔ اجرایی پریپیات را در حول محور فاجعه چرنوبیل بازی کرد.